# Fontaine Saint-Lazare
La fontaine Sainte-Lazare, est une fontaine construite par Jean Goujon en 1543 situé à Autun en France. Elle est classée comme monument historique depuis la liste de 1862 et est située juste à côté de la cathédrale homonyme. À son sommet, une sculpture d'un pélican qui s'éventre pour nourrir ses petits représente l'eucharistie.
Au XVe siècle, une fontaine occupait déjà la place du Terreau. Elle remplacée par la fontaine Saint-Lazare, décidée en 1540 et achevée en 1543. Son bassin central est reconstruit en 1748. Elle est déplacée en 1784 et sa base est transformée.
Elle est restaurée par l'architecte autunois Claude Quarré en 1829. Elle est reconstruite entre 1890 et 1893 par l'entrepreneur autunois J.-B. Chevalier, sous la direction de l'inspecteur des monuments historiques de la ville Jean Roidot ; les sculptures sont confiées à l'artiste parisien Désiré Bloche. Du monument d'origine subsiste essentiellement la coupole, en calcaire pisolithique.

## Galerie

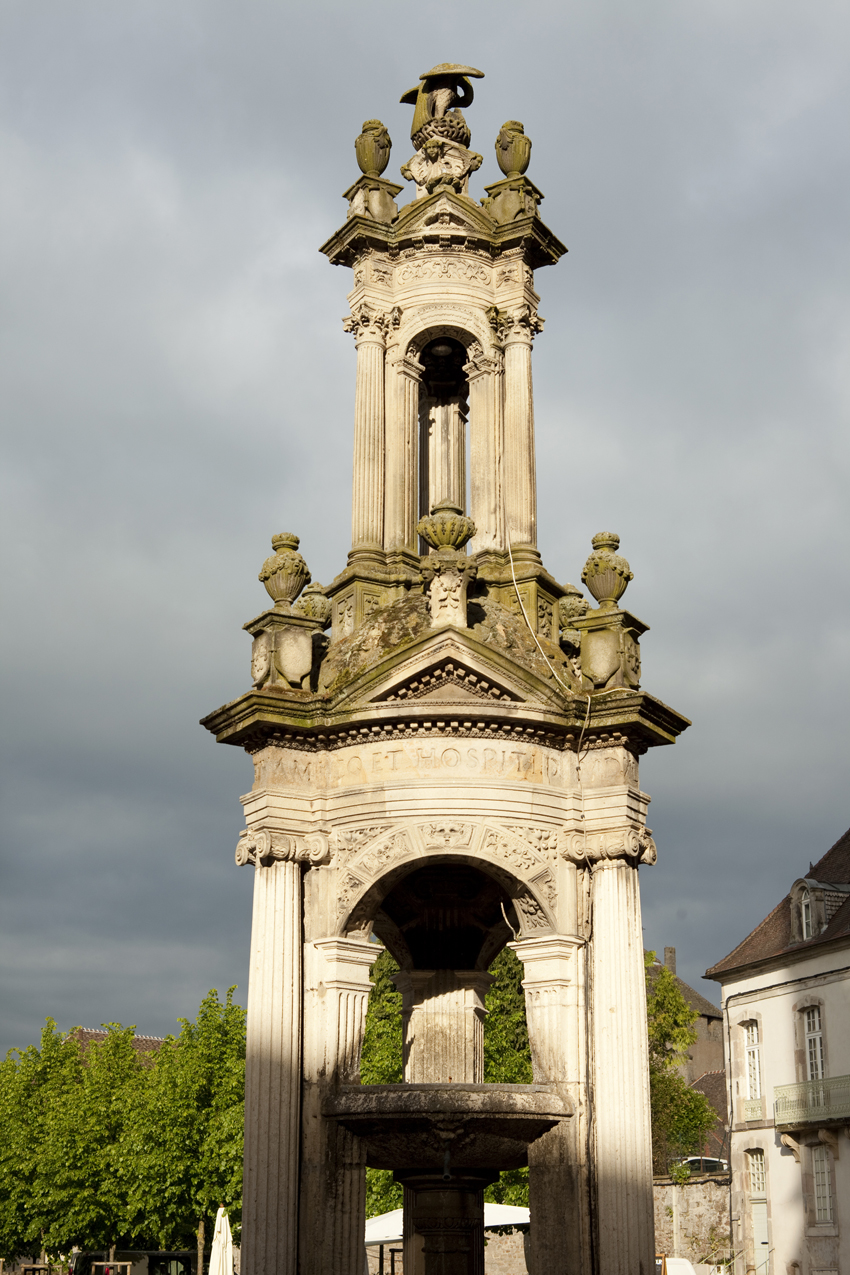
Détail sur la couronne en forme de pélican.
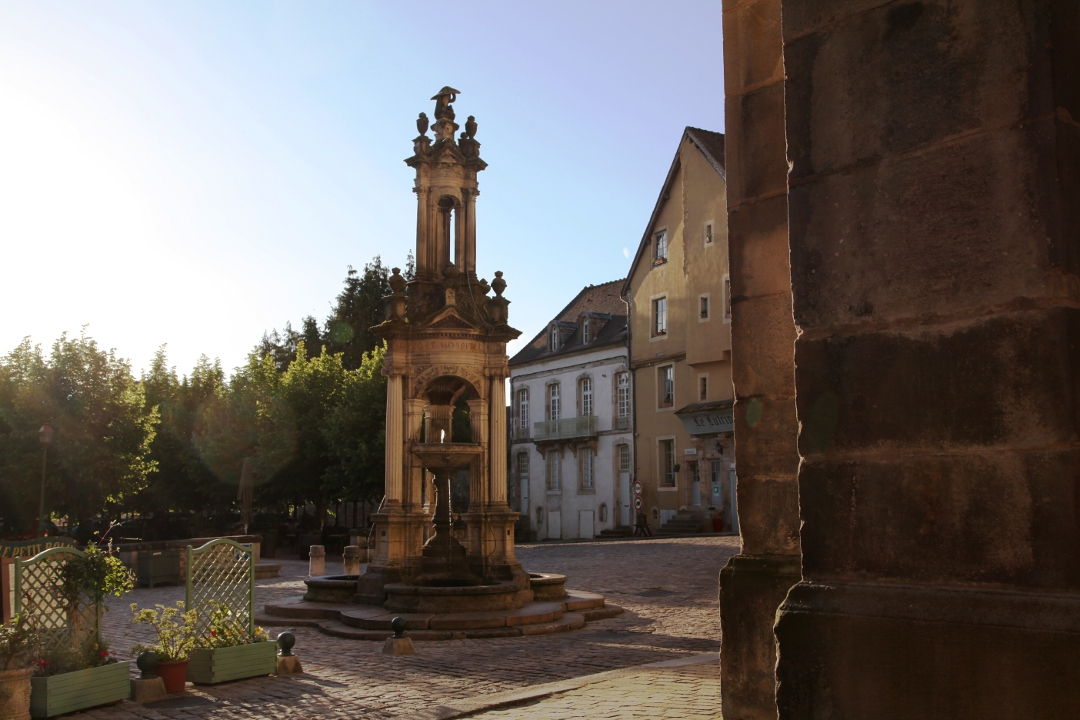
Vue d'ensemble depuis la cathédrale.
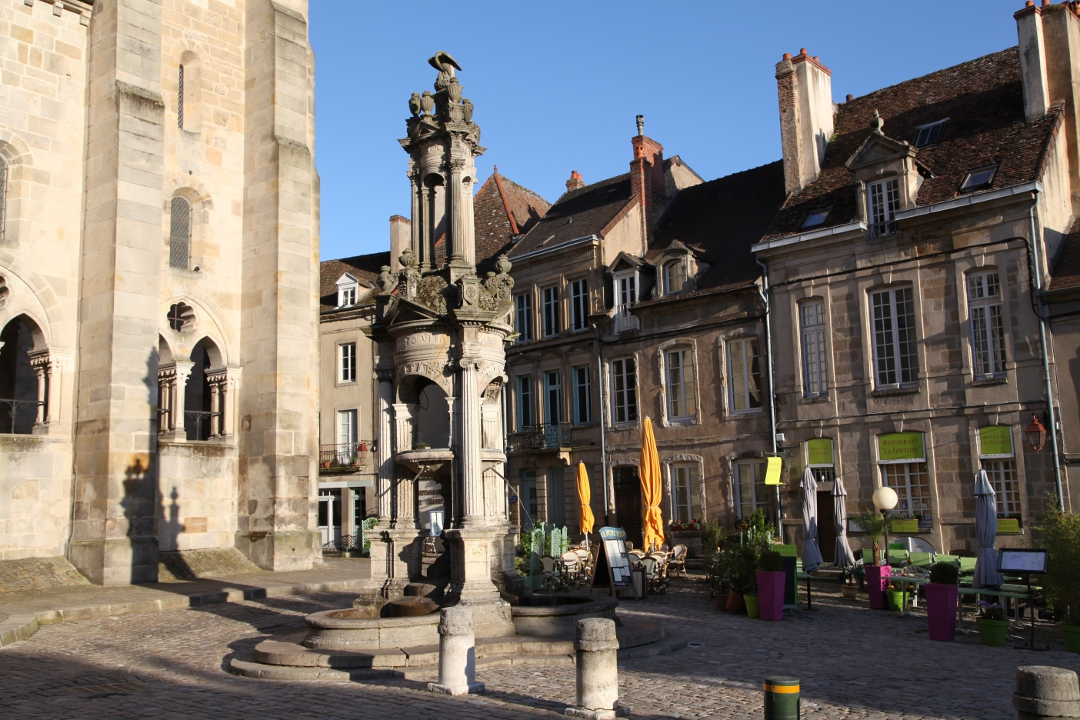
Vue d'ensemble depuis une rue adjacente.